# Saison 5 de Deux Flics à Miami
 (mars 2025).
Cet article présente la saison 5 de la série télévisée Deux Flics à Miami.

## Distribution[1]
- Don Johnson (Détection James "Sonny" Crocket)
- Philip Michael Thomas (Détective Ricardo Tubbs)
- Edward James Olmos (Lieutenant Martin Castillo)
- Olivia Brown (Détective Trudy Joplin)
- Michael Talbott (Détective Stan Switek)
- Saundra Santiago (Détective Gina Calbrese)

## Épisodes
La saison comporte 21 épisodes.